# Dicranomyia (Dicranomyia) elegantula
Dicranomyia (Dicranomyia) elegantula is een tweevleugelige uit de familie steltmuggen (Limoniidae). De soort komt voor in het Neotropisch gebied.